# 防衛漫玉日記
『防衛漫玉日記』（ぼうえいまんたまにっき）は、桜玉吉作のギャグ漫画。「漫玉日記」シリーズの第1作。

## 概要
「週刊ファミコン通信増刊ファミコミ」1994年秋の号より、この作品の原型にあたる『トル玉の大冒険』が連載された。その後「コミックビーム」1995年12月号より、題名を『防衛漫玉日記』に改め、月刊連載された。『トル玉の大冒険』の題名は、当時ヒットしたゲーム『トルネコの大冒険』のパロディだが内容とはあまり関係無い。
桜玉吉本人と、担当編集者であり友人でもあるO村、ヒロポンらの取材や日常に基づく日記漫画であり、『しあわせのかたち』終盤において度々登場した『しあわせのそねみ』の作風を色濃く受け継いだ、ネガティヴな状況を笑いに転換する内容で、以後の作品の基盤となった作品である。この頃は重度の鬱や、それに伴う前衛的かつ極端な表現はあまり見られず、『しあわせのかたち』後期の形式を受け継いだ作風となっている

## 登場人物
桜玉吉
もちろん作者本人。つりをして異星人を退治したり、船舶免許を取り、自動二輪免許を取り、代々木アニメーション学院に体験入学し、それらをネタに漫画を描く日々を送る。
O村
A書店からアスキー（当時）に引き抜かれて来た編集者。A書店在籍時から玉吉とは親しい関係。時々エロな方向に暴走することもある。もちろん後にコミックビームの編集長になる奥村勝彦である。
ヒロポン
『しあわせのかたち』連載時からの玉吉の担当編集者。にょーと奇声を上げ、奇行に及び、何をやっても頼りにならない堕落したトラブルメイカー役。
金田一
当時のコミックビームの編集長、金田一健。作中での愛称は「金ちゃん」。玉吉に船舶免許取得を勧めるなどする扇動役。性格は冷静で色々と頼りになる。
ポン子ちゃん
玉吉たちが憧れるメガネでショートヘアの女性編集者。日記マンガの登場人物ではあるが架空の人物（玉吉の理想の人物）であったとされている。

## 単行本
1. 1996年8月初刷発行 ISBN 4757705131 （『トル玉の大冒険』全4話も収録）
2. 1997年3月初刷発行 ISBN 475770187X

- 文庫版 2008年2月初刷発行 ISBN 978-4757740389 （全2巻を1冊に再編）